# تخزين العملات المعدنية

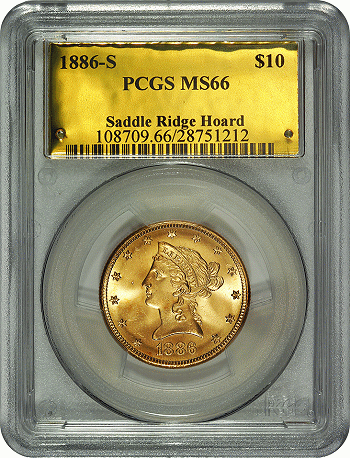
نسر ذهبي من عام 1886-S في قطعة عملة بلاستيكية من بيه سي جي أس

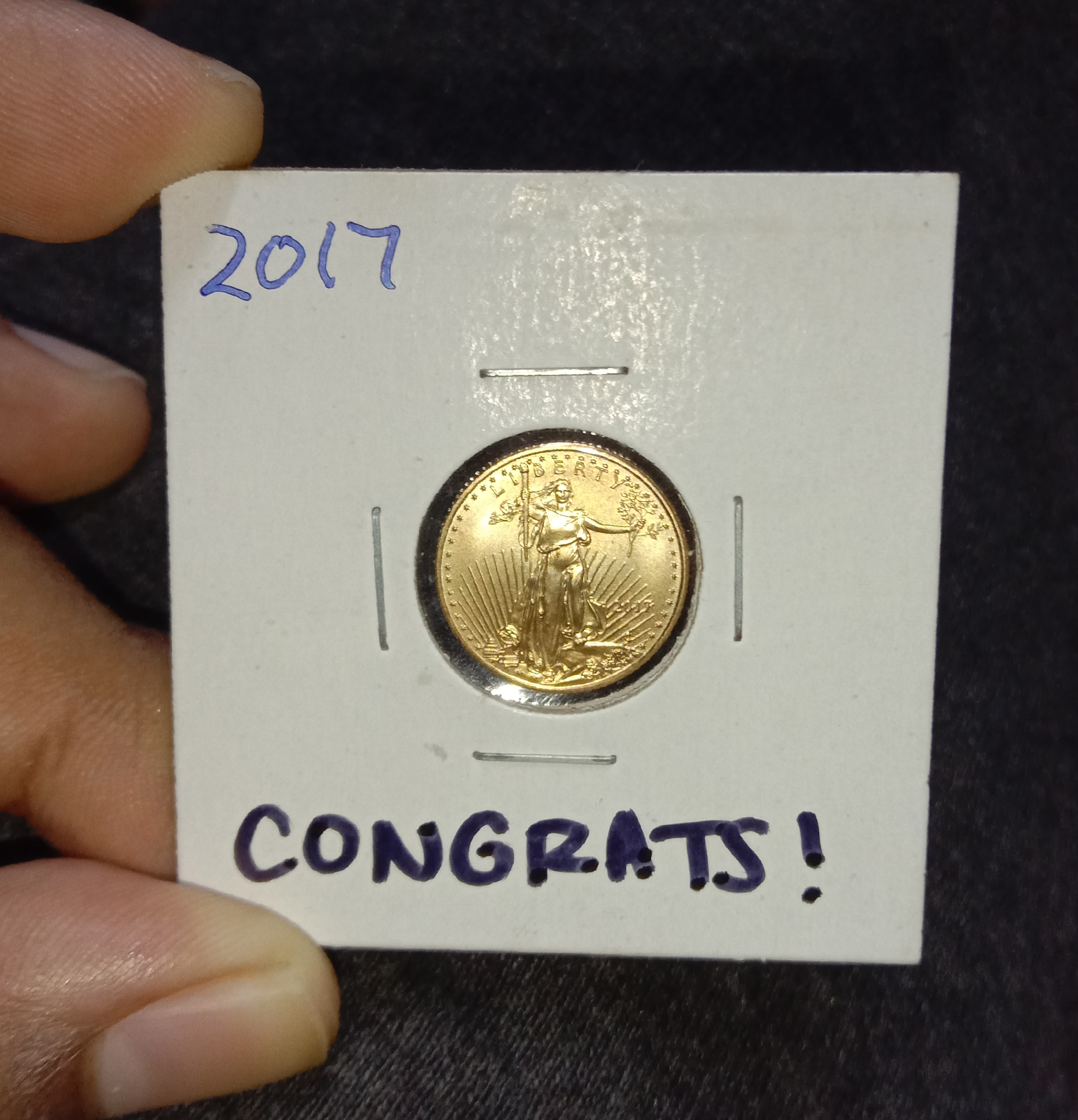
عملة النسر الذهبي الأمريكية التي تزن 1/10 أونصة طروادة في غلاف من الورق المقوى مقاس 2 × 2 مثبتة بدبابيس

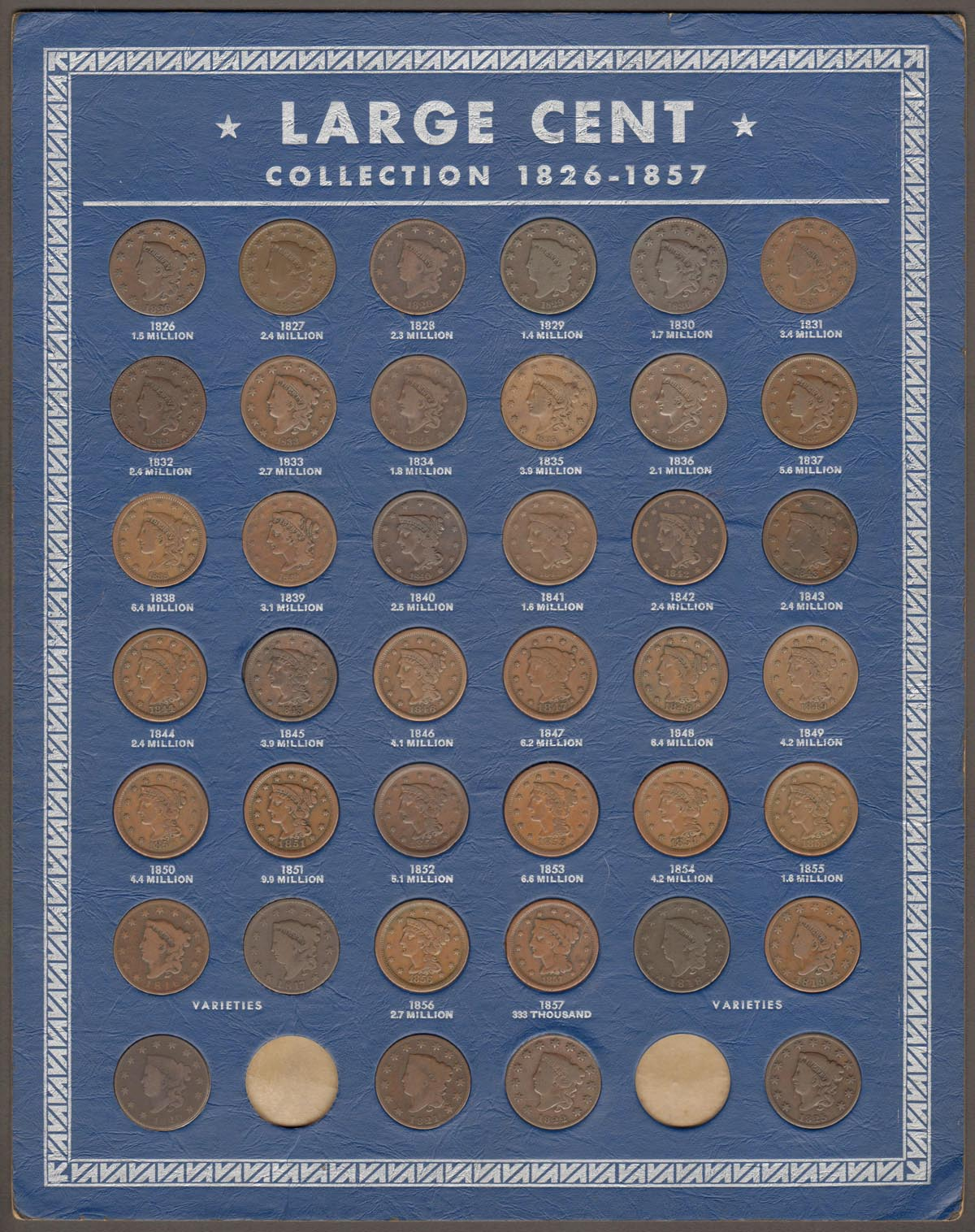
لا يوفر مجلد العملات المعدنية أي حماية من العناصر ومن المرجح أن يتسبب في إتلاف العملات المعدنية عند الضغط عليها أو إخراجها.

يتوفر لهواة جمع العملات خيارات مختلفة لتخزين مجموعاتهم من العملات. وتعتمد الخيارات المختلفة على عدد من المتطلبات المختلفة مثل: الحماية من الأكسدة والأضرار الكيميائية الأخرى والحماية من التلف الميكانيكي وسهولة العرض والتنظيم والحماية من الضياع أو السرقة.
بالنسبة لهذه المتطلبات تتضمن بعض الخيارات الأكثر شيوعًا ما يلي: القوالب البلاستيكية والقوالب الكرتونية ومجلدات العملات المعدنية (من النوع المضغوط) وأنابيب العملات المعدنية وألبومات العملات المعدنية وللعملات المعدنية الفردية ذات القيمة الأعلى ألواح العملات المعدنية. ومن الممكن بعد ذلك وضع المجموعة في صناديق تخزين العملات المعدنية المصممة خصيصًا. كما تتوفر صناديق تخزين شائعة لعملات معدنية 2 × 2 وعلامات تجارية مختلفة من ألواح العملات المعدنية.
ولمنع السرقة يستخدم هواة جمع العملات الخزائن وصناديق الأمانات البنكية. إن كل نوع من أنواع التخزين يحل بعض التحديات المتعلقة بتخزين مجموعة من العملات المعدنية بأمان ولكن القليل منها يحل جميع هذه التحديات بمفرده وعلى هذا يستخدم العديد من هواة الجمع طبقات متعددة من الحماية لتحسين سلامة عملاتهم المعدنية. فكلما زادت قيمة العملة المعدنية كانت حلول التخزين أكثر تعقيداً وكانت المجموعة أكبر حجماً.
مع أن الأمر قد يبدو غير بديهي إلا أن بعض طرق التخزين قد تؤدي في الواقع إلى إتلاف العملات المعدنية. ويحتوي البولي فينيل كلوريد الناعم والكرتون على الكبريت ومواد حمضية أو مؤكسدة أخرى. بالنسبة للعملات المعدنية باهظة الثمن التي يمكن أن تتعرض للتلف يجب على هواة الجمع تجنب استخدام المجلدات الكرتونية أو الأكياس الورقية أو البلاستيكية أو بعض الأنابيب البلاستيكية أو أي حاوية تخزين أخرى غير خاملة كيميائياً.